# Symphony (Clean Bandit)
Symphony è un singolo del gruppo musicale britannico Clean Bandit, pubblicato il 17 marzo 2017 come terzo estratto dal secondo album in studio What Is Love?.

## Descrizione
Il brano ha visto la partecipazione vocale della cantante svedese Zara Larsson, la quale ha incluso il brano nel suo secondo album in studio So Good.

## Video musicale
Il video musicale è stato mostrato in anteprima il 17 marzo 2017. È stato diretto dai membri della Clean Bandit con la partecipazione di Larsson vestita in un abito pieno di lustrini con dietro la band e un'orchestra. Il video incomincia con un giovane uomo che pedala con la propria bicicletta per poi tagliare la scena. La scena successiva mostra due uomini che fanno varie attività insieme. Possiamo vedere che sono una coppia e vivono insieme e uno è stato ucciso in un incidente. L'uomo vivo viene mostrato mentre si addolora e visita i luoghi in cui lui e il suo fidanzato erano soliti recarsi. Poi incomincia a scrivere di nuovo musica e scopriamo che il suo fidanzato è la sua ispirazione. Alla fine, ha composto una piacevole sinfonia in memoria del suo amato. Il video finisce con lui che guarda tra gli spalti del teatro mentre il suo amato deceduto lo guarda orgogliosamente.

## Tracce
Testi e musiche di Ammar Malik, Steve Mac, Jack Patterson e Ina Wroldsen.
Download digitale, streaming
1. Symphony (feat. Zara Larsson) – 3:32

CD (Europa)
1. Symphony (feat. Zara Larsson) – 3:32
2. Symphony (feat. Zara Larsson) (Acoustic) – 3:36

Download digitale, streaming – Alternative Version
1. Symphony (feat. Zara Larsson) (Alternative Version) – 3:32

Download digitale, streaming – Acoustic
1. Symphony (feat. Zara Larsson) (Acoustic) – 3:36

Download digitale, streaming – MK Remix
1. Symphony (feat. Zara Larsson) (MK Remix) – 4:55

Download digitale, streaming – R3hab Remix
1. Symphony (feat. Zara Larsson) (R3hab Remix) – 2:39

Download digitale, streaming – Cash Cash Remix
1. Symphony (feat. Zara Larsson) (Cash Cash Remix) – 4:13

Download digitale, streaming – Sem Thomasson Remix
1. Symphony (feat. Zara Larsson) (Sem Thomasson Remix) – 5:14

Download digitale, streaming – Lodato & Joseph Duveen Remix
1. Symphony (feat. Zara Larsson) (Lodato & Joseph Duveen Remix) – 3:36

Download digitale, streaming – James Hype Remix
1. Symphony (feat. Zara Larsson) (James Hype Remix) – 3:24

Download digitale, streaming – Dash Berlin Remix
1. Symphony (feat. Zara Larsson) (Dash Berlin Remix) – 3:04

Download digitale, streaming – Coldabank Remix
1. Symphony (feat. Zara Larsson) (Coldabank Remix) – 3:59

## Formazione
Hanno partecipato alle registrazioni, secondo le note di copertina di So Good:
Gruppo
- Jack Patterson – pianoforte, sintetizzatore
- Luke Patterson – percussioni
- Grace Chatto – violoncello

Altri musicisti
- Zara Larsson – voce
- Kirsten Joy – cori
- Beatrice Philips – violino
- Stephanie Benedetti – violino
- James Boyd – viola

Produzione
- Jack Patterson – produzione, missaggio
- Grace Chatto – produzione
- Mark Ralph – produzione, missaggio
- Drew Smith – ingegneria del suono
- Tom AD Fuller – ingegneria del suono
- Liam Nolan – ingegneria del suono strumenti ad arco

## Classifiche

### Classifiche settimanali
| Classifica (2017) | Posizione massima |
| ----------------- | ----------------- |
| Australia         | 4                 |
| Austria           | 13                |
| Belgio (Fiandre)  | 3                 |
| Belgio (Vallonia) | 28                |
| Canada            | 34                |
| Croazia           | 4                 |
| Danimarca         | 10                |
| Filippine         | 10                |
| Finlandia         | 11                |
| Francia           | 6                 |
| Germania          | 9                 |
| Grecia            | 11                |
| Irlanda           | 2                 |
| Islanda           | 18                |
| Italia            | 8                 |
| Lussemburgo       | 9                 |
| Malaysia          | 6                 |
| Norvegia          | 1                 |
| Nuova Zelanda     | 12                |
| Paesi Bassi       | 4                 |
| Polonia           | 1                 |
| Portogallo        | 11                |
| Regno Unito       | 1                 |
| Repubblica Ceca   | 6                 |
| Romania           | 53                |
| Russia            | 53                |
| Slovacchia        | 7                 |
| Slovenia          | 6                 |
| Spagna            | 21                |
| Stati Uniti       | 101               |
| Svezia            | 1                 |
| Svizzera          | 6                 |
| Ucraina           | 6                 |
| Ungheria          | 3                 |

### Classifiche di fine anno
| Classifica (2017) | Posizione |
| ----------------- | --------- |
| Australia         | 18        |
| Austria           | 51        |
| Belgio (Fiandre)  | 8         |
| Belgio (Vallonia) | 76        |
| Canada            | 82        |
| Croazia           | 24        |
| Danimarca         | 31        |
| Francia           | 47        |
| Germania          | 34        |
| Islanda           | 4         |
| Italia            | 15        |
| Norvegia          | 8         |
| Nuova Zelanda     | 43        |
| Paesi Bassi       | 13        |
| Polonia           | 41        |
| Portogallo        | 34        |
| Regno Unito       | 7         |
| Russia            | 197       |
| Slovenia          | 28        |
| Spagna            | 63        |
| Svezia            | 5         |
| Svizzera          | 17        |
| Ucraina           | 160       |
| Ungheria          | 12        |
| Classifica (2018) | Posizione |
| Regno Unito       | 93        |

### Classifiche di fine decennio
| Classifica (2010-19) | Posizione |
| -------------------- | --------- |
| Regno Unito          | 56        |